# Oribatula elegantissima
Oribatula elegantissima är en kvalsterart som beskrevs av Balogh och Sandór Mahunka 1965. Oribatula elegantissima ingår i släktet Oribatula och familjen Oribatulidae. Inga underarter finns listade i Catalogue of Life.